# Phrynidius singularis
Phrynidius singularis là một loài bọ cánh cứng trong họ Cerambycidae.